# Mike Brown (Basketballtrainer)
Michael Burton „Mike“ Brown (* 5. März 1970 in Columbus, Ohio) ist ein US-amerikanischer Basketballtrainer, der seit Juli 2025 als Head Coach bei den New York Knicks in der NBA unter Vertrag steht.
Zuvor war Brown unter anderem für sechs Jahre Associate Head Coach bei den Golden State Warriors, mit denen er in den Jahren 2017, 2018, 2019 und 2022 die NBA-Finals erreichen konnte, von welchen er drei gewann. Als sein Spezialgebiet wird allgemein die Verteidigung angesehen und die Fähigkeit, einen guten Draht zu seinen Spielern zu entwickeln.

## Laufbahn

### Assistenztrainer
Nach seinem Highschool-Abschluss an der Würzburg American High School in Würzburg im Jahr 1988, begann Brown 1992 seine Trainer-Karriere in der NBA als Assistent von Dan Issel bei den Denver Nuggets, zunächst als Video-Koordinator, später als Scout. 1997 unterschrieb er bei den Washington Wizards als Assistenztrainer von Bernie Bickerstaff. 1999 war er Chef-Scout bei den Wizards, im Jahr 2000 Assistenztrainer bei den San Antonio Spurs unter Head Coach Gregg Popovich. Nachdem er mit den Spurs 2003 die NBA-Finals gewonnen hatte, wurde er als Assistent von Rick Carlisle bei den Indiana Pacers vorgestellt. Er erreichte mit ihnen die Conference-Finals 2004.

### Head Coach
Im Juni 2005 ersetzte Brown Brendan Malone als Head Coach der Cleveland Cavaliers und war zu diesem Zeitpunkt der zweitjüngste Coach der NBA. 2007 führte er die Cavs um Superstar LeBron James zum ersten Mal in deren Franchise-Geschichte in die NBA-Finals. Dort verlor die Mannschaft jedoch mit 0-4 gegen die San Antonio Spurs.
2008 wurde Brown Eastern-Conference Coach des Monats Januar und wurde als Coach des All-Star-Teams der Eastern Conference ausgewählt. Damit war er erst der zweite Cavaliers-Trainer nach Lenny Wilkens, der ein All-Star-Team trainieren durfte. In der Saison 2008/09 wurde Brown mit dem NBA Coach of the Year Award geehrt. 
In der darauffolgenden Spielzeit wurde Brown, nach dem Ausscheiden der Cavs in den Playoffs gegen die Boston Celtics, entlassen. Seine Nachfolge trat Byron Scott an. Zur NBA-Saison 2011/12 ersetzte Brown Trainerlegende Phil Jackson bei den Los Angeles Lakers. Am 9. November 2012 wurde er aufgrund eines unerwartet schlechten Saisonstarts des Teams entlassen.
Zur Saison 2013/14 kehrte Brown zu den Cleveland Cavaliers zurück und übernahm dort erneut den Posten des Head Coach. Nach einer sportlich ernüchternden Saison wurde er bei den Cavs nach einem Jahr wieder entlassen.

## Auszeichnungen und Erfolge

### Als Head Coach
- 2× NBA Coach of the Year: 2009, 2023

### Als Assistenztrainer
- 4× NBA Champion: 2003, 2017, 2018, 2022